# أغنيس آكر
أغنيس آكر (بالفرنسية: Agnès Acker) (و. 1940 – م) هي عالمة فلك من فرنسا .

## جوائز
حصلت على جوائز منها:
- وسام جوقة الشرف من رتبة فارس.